# Gullivers Reisen (1939)
Gullivers Reisen (englischer Originaltitel: Gulliver’s Travels) ist ein US-amerikanischer Zeichentrickfilm aus dem Jahr 1939 von dem Regisseur Dave Fleischer, basierend auf dem Buch Gullivers Reisen von Jonathan Swift. Er ist der erste und einzige finanziell erfolgreiche Zeichentrickfilm der Fleischer Studios und der erste lange Zeichentrickfilm aus den Vereinigten Staaten, der nicht von Walt Disney produziert wurde. Der Film ist nach amerikanischem Recht Public Domain. Der Film startete am 10. Dezember 1948 in den österreichischen Kinos, in den deutschen ein Jahr später am 26. Juli. Bei der Animation wirkten unter anderem Roland Crandall und Robert Leffingwell mit.
Gulliver, ein Seemann, strandet auf einer Insel, wo er von einem Zwergenvolk entdeckt wird, den Liliputanern. Zunächst haben die Liliputaner Angst vor ihm. Dies ändert sich, als er ihnen hilft, ein anderes Zwergenvolk, die Bewohner der benachbarten Insel Blefuscu, zu bekämpfen. Die Liliputaner nehmen Gulliver als ihren Beschützer auf. Inzwischen sind die Prinzessin der Liliputaner und der Prinz von Blefuscu heimlich verliebt ineinander. Gulliver hilft ihnen zusammenzukommen und die beiden Völker zu versöhnen.

## Handlung
Die Geschichte spielt im Jahr 1699. Zu Beginn gerät ein englisches Schiff in einen Seesturm und kentert. Der einzige Überlebende ist der Seemann Lemuel Gulliver, der Schiffbruch erleidet und auf einem unbekannten Strand landet. Erschöpft schläft er ein und wird von dem singenden Bademeister Pepi entdeckt. Pepi ist ein Liliputaner: ein kleinwüchsiger Mensch, der die Insel Liliput bewohnt. Pepi sieht anfangs nicht, dass das große Objekt am Strand ein Mensch ist. Als er das registriert, gerät Pepi aus Furcht vor dem von ihm für einen gefährlichen Riesen gehaltenen Gulliver in Panik und eilt zu seinem König.
Der König von Liliput ist aber mit anderen Sachen beschäftigt. Er war dabei, seine Tochter den Prinzen von Blefuscu zu verheiraten. Der hitzige König Bombo von Blefuscu hat das ganze Fest abgeblasen. Der Grund dafür ist, dass die beiden Herrscher sich nicht einigen können, welche Nationalhymne auf der Hochzeit gespielt werden soll – der König von Liliput besteht auf seiner Hymne Treue, König Bombo will jedoch unbedingt, dass sein Forever gespielt wird. Dies ist unakzeptabel für die Liliputaner und so erklären sich die beiden Zwergenvölker den Krieg, sehr zum Leidwesen der Prinzessin Gloria von Liliput und des Prinzen Unverzagt von Blefuscu, die einander lieben.
Pepi setzt jedoch alles daran, um König Liliput auf Gulliver aufmerksam zu machen. Dies geschieht, als Pepi suggeriert, dass Gulliver ein Spion sein könnte. Die Liliputaner sammeln sich und machen sich auf den Weg zum Strand, um Gulliver gefangen zu nehmen. Gulliver, der immer noch schläft, merkt nichts von den kleinen Männern, die ihn festbinden. Er wird auf einen Karren geladen und nach Liliput gebracht, wo er später aufwacht. Die Seile der Liliputaner sind nicht stark genug, um Gulliver tragen zu können, und er kann sich mühelos befreien. Die Liliputaner flüchten wegen dieses „Riesen“ in ihre Häuser. Gulliver zeigt, dass er nichts Böses im Sinne hat und stellt sich in den Dienst des Königs Liliput. Wenn die Soldaten von Blefuscu angreifen, ist es nicht schwer für Gulliver, sie zu verjagen. Für die Liliputaner wird hier klar, dass Gulliver eine mächtige Waffe für sie ist. Er erhält somit alles, was er braucht.
Mittlerweile hat der König von Blefuscu seine drei Spione in Liliput beauftragt, Gulliver zu ermorden, damit er Liliput besiegen kann. Die Spione klauen Gullivers Pistole und bereiten sie vor, diese gegen ihn zu verwenden. Wegen ihrer Ungeschicklichkeit scheiterte dies einige Male. Gulliver spricht mittlerweile mit Prinzessin Gloria und Prinzen Unverzagt, die einander heimlich begegnen sollen. Er beschließt, ihnen zu helfen, um die beiden Zwergenvölker wieder zu versöhnen. Er schlägt vor, dass beide Hymnen jetzt gleichzeitig gesungen werden.
Als die Brieftaube der Spione von Blefuscu von Pepi abgefangen wird, entdecken die Liliputaner, dass König Bombo einen geheimen Angriff geplant hat. Die beiden Völker machen ihre komplette Armee für eine alles entscheidende Schlacht bereit. Gulliver versucht erfolglos, die beiden Völker zur Ordnung zu rufen. Als die Spione von Blefuscu die Pistole auf Gulliver richten und abfeuern, kann Prinz Unverzagt dies rechtzeitig vereiteln. König Bombo trauert um den Verlust seines Sohnes. Gulliver weist die beiden Könige darauf hin, wie sinnlos der Krieg zwischen beiden Völkern ist, und bringt eine Versöhnung zustande. Schließlich stellt sich heraus, dass Prinz Unverzagt nicht tot ist, und er und Prinzessin Glorie heiraten einander. Zu Ehren Gullivers wird ein Festbankett veranstaltet, bei dem Gulliver einen seiner Finger mit dem König von Liliput tanzen lässt. Die beiden Zwergenvölker vereinen sich und bauen ein neues Schiff für den Friedensstifter Gulliver, mit dem er wieder nach Hause fahren kann.

## Synchronisation
Die deutsche Synchronisation aus dem Jahr 1949 stammt von der MPEA (Motion Picture Export Association) aus München. Das Dialogbuch verfasste Herbert Kroll und Ernst Penzoldt, für die Dialogregie war Max Michel zuständig.
| Rolle             | Englische Sprecher                       | Deutsche Sprecher |
| ----------------- | ---------------------------------------- | ----------------- |
| Lemuel Gulliver   | Sam Parker                               | Paul Klinger      |
| Prinzessin Gloria | Jessica Dragonette                       | Magda Hain        |
| Prinz Unverzagt   | Jack Mercer (Dialog) Lanny Ross (Gesang) | Franz Klarwein    |
| Pepi              | Pinto Colvig                             | Erwin Bootz       |
| König Liliput     | Jack Mercer                              | Anton Reimer      |
| König Bombo       | Tedd Pierce                              | Bum Krüger        |

## Produktion
Die Walt-Disney-Produktion Schneewittchen und die sieben Zwerge war der erste lange US-amerikanische Zeichentrickfilm und wurde nach seiner Erstaufführung im Dezember 1937 schnell zu einem kommerziellen Erfolg. Paramount Pictures beschloss, es diesem Erfolg gleichzutun. Für die Produktion wurden die Fleischer Studios gefragt, die bereits lange mit Paramount zusammengearbeitet hatten und ein langjähriger Konkurrent Disneys auf dem Gebiet von kurzen Zeichentrickfilmen waren. Zunächst hatten die Fleischer-Brüder nicht die Absicht, einen abendfüllenden Zeichentrickfilm zu machen. Paramount stimmte die Brüder um, indem es ein neues, modernes Studio in Miami Beach, Florida für sie errichtete. Die Fleischer-Brüder, die mit einem Streik in ihrem Studio in New York zu tun hatte, waren damit einverstanden.
Weil Gullivers Reisen eines der Lieblingsbücher von Max Fleischer war, entschied man sich für diese Geschichte. Im Frühjahr 1938 begannen die Fleischer-Brüder mit der Arbeit an Gullivers Reisen, während in Miami das neue Studio gebaut wurde. Im Herbst desselben Jahres fand der Umzug nach Florida statt. Paramount setzte die Fleischer Studios unter großen Zeitdruck und forderte die Fertigstellung vor Weihnachten des Jahres 1939. Um diesen Forderungen entsprechen zu können, wurde neues Personal aus Hollywood angestellt, darunter eine Anzahl Zeichner der Disney Studios. Die Belegschaft der Fleischer Studios wuchs von 200 auf mehr als 700 Mitarbeiter.

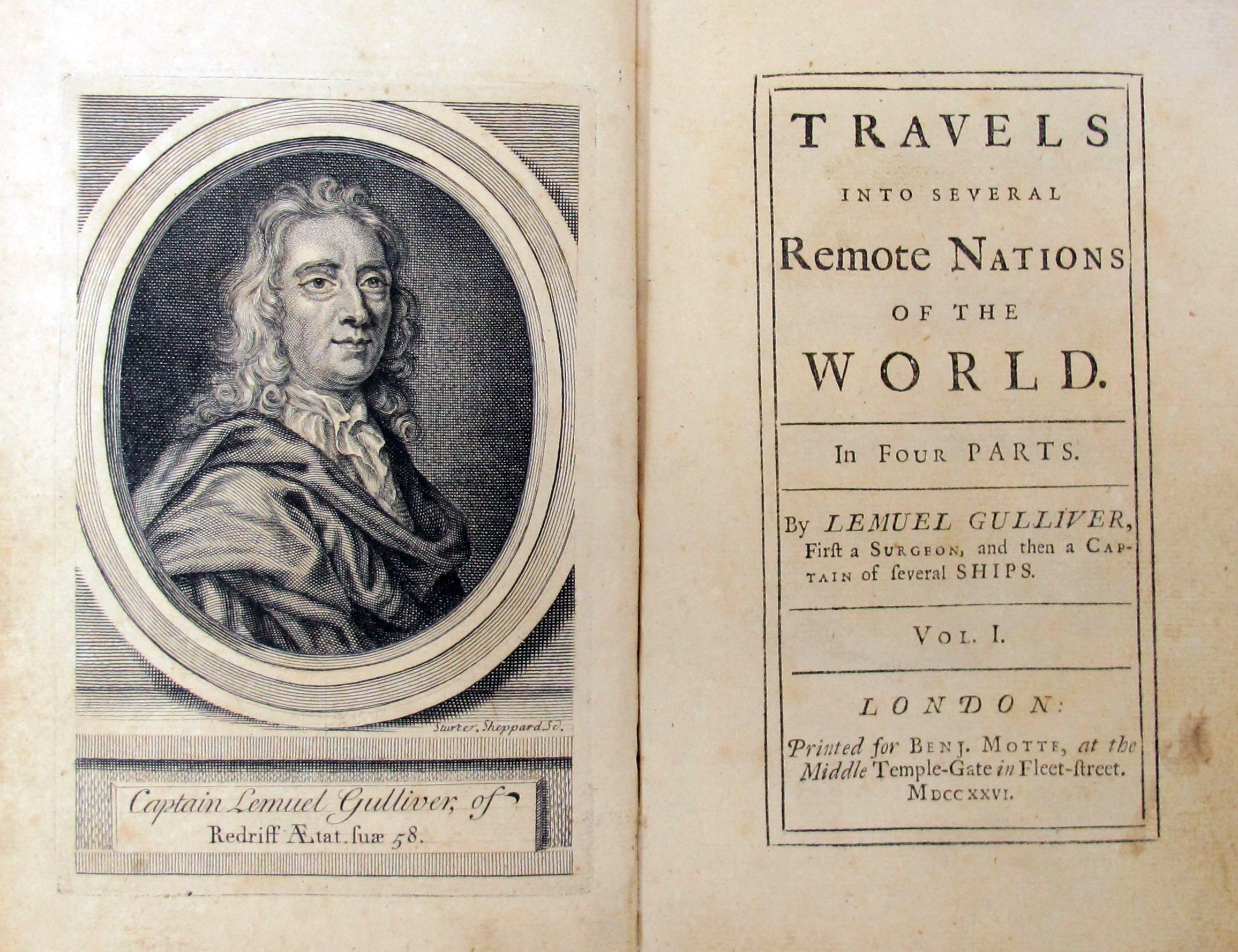
Titelseite des ursprünglichen Buches aus dem Jahr 1726

Swifts Buch konnte aber nicht einfach so verfilmt werden. Das ursprüngliche Werk konzentriert sich auf die gesellschaftliche Satire: Die Liliputaner haben zum Beispiel eine umfangreiche und lächerliche Sozialhierarchie. Fleischers Film sollte jedoch ein breit zugänglicher Familienfilm werden, und so wurde die Hierarchie durch eine einfache Monarchie ersetzt. Trotzdem wollte Max Fleischer, in Anlehnung an Swift, eine soziale Botschaft verkünden. Deshalb sollten die beiden Völker am Ende die Torheit ihres Kriegs einsehen und Frieden schließen.
Im Unterschied zum Originalbuch  beschränkt sich der Film auf den ersten von vier Teilen, Gulliver besucht im Film also nur das Land Liliput.
Ursprünglich war die Idee, die Rolle des Gulliver von Popeye darstellen zu lassen. Später entschieden die Fleischer-Brüder, dass Gulliver eine ernsthafte Figur werden sollte; dafür war die Karikatur Popeye nicht geeignet.
Gullivers Reisen durfte keine Horrorelemente enthalten. Alle Figuren sind letztlich freundlich und gutartig; die Konflikte entstehen durch Unwissenheit, nicht durch Bosheit. Die Fleischer-Studios reagierten hiermit auf die Kritik von Disneys Schneewittchen. Dieser Film bekam einige schlechte Kritiken, weil einige Szenen und Figuren zu gruselig für Kinder wären – wie der Tod Schneewittchens und die böse Hexe.
Bei der Produktion des Films wurde das von Max Fleischer erfundene Rotoskop verwendet. Hierbei wurden die Bewegungen eines Schauspielers gefilmt und danach in Animation umgesetzt. Gulliver aus dem Film erhielt dadurch eine realistische Bewegung, ebenso wie Prinz Unverzagt und Prinzessin Gloria. Der Kontrast mit den anderen Zeichentrickfiguren wie den Liliputanern wurde hierdurch stärker.
Der Film Gullivers Reisen wurde schließlich Ende 1939 fertiggestellt. Die Uraufführung erfolgte am 18. November 1939 im Sheridan Theater in Miami Beach, der neuen Heimat der Fleischer-Brüder. Nach der ersten Woche war jede Aufführung von Gullivers Reisen im Sheridan ausverkauft. Das Colony Theatre, auch in Miami Beach, begann mit dem Verkauf von Tickets für $ 100 pro Stück, inklusive eines exklusiven Dinners während der Aufführung. Am 20. Dezember 1939 erschien der Film in den ganzen USA. Es wurde ein moderater kommerzieller Erfolg.
Die Figur von Pepi hieß im Original Gabby und erhielt eine eigene Cartoonreihe.

## Kritik
Das Lexikon des internationalen Films urteilte über Gullivers Reisen: „1726 ursprünglich als politische Satire geschrieben, wurde aus Jonathan Swifts Roman im Laufe der Zeit ein Klassiker der Kinder- und Jugendliteratur. Dieser diente als Vorlage zu einem Zeichentrickfilm, der mit viel skurrilem Witz, Humor und Ideenreichtum gestaltet wurde. Trotz einiger kitschiger Szenen immer noch eine liebenswerte Unterhaltung.“
Auch Walt Disney äußerte sich zum Film: „We can do better than that with our second-string animators.“ (Wir können es sogar mit unseren Zeichnern der zweiten Garnitur besser.)

## Auszeichnungen
Gullivers Reisen wurde 1940 für zwei Oscars nominiert. Die erste Nominierung war für Komponisten Victor Young für die beste Filmmusik. Die zweite war für die Liedtexter Ralph Rainger und Leo Robin für das im Film verwendete Lied Faithful Forever als bester Song.